# 大佛線
大佛線（：／ Daebul seon */?）是一條連結全羅南道務安郡的一老站與靈岩郡的大佛站，屬於韓國鐵道公社的鐵道路線，是全長12公里的专用鐵道。自2004年3月12日開通后未曾上下客，原属于貨物線；2010年9月28日停止货运业务。以後預定延長至木浦。
建設當時顧慮到電氣化與作為試驗線的目的，開通以後完全電氣化。2010年9月28日列車運行停止以後，此線開始作為幹線電氣動車與新盆唐线D000系电力动车组、AUTS、韩国铁道公社319000系电力动车组等的列車試運行，以及進行基於無線通訊的列车自动控制系统研究開發事業。

## 路線資料
- 路線距離：12.0公里
- 營運機關：韓國鐵道公社（全線）
- 軌距：1435毫米（標準軌）
- 站數：2個
- 複線路段：沒有 （全線單線）
- 電氣化路段：全線 （25kV、60Hz交流電）
- 保安裝置：ATS

## 車站列表
| 中文站名 | 韓文站名 | 英文站名 | 站間距離（公里） | 營業距離 | 接續路線 | 所在地   | 所在地 | 備註   |
| -------- | -------- | -------- | ---------------- | -------- | -------- | -------- | ------ | ------ |
| 一老     |          |          | 0.0              | 0.0      | 湖南線   | 全羅南道 | 務安郡 |        |
| 大佛     |          |          | 12.0             | 12.0     |          | 全羅南道 | 靈岩郡 | 無人站 |

## 历史
- 2004年3月12日：路线启用。
- 2010年9月28日：货运列車運行停止。[1]